# Berry Holslag
Bertha Johanna (Berry) Holslag (Den Haag, 28 augustus 1947) is een Nederlandse beeldhouwer, keramist en illustrator.

## Leven en werk
Holslag studeerde van 1965 tot 1969 aan de Vrije Academie in Den Haag. Aan dezelfde academie was zij van 1973 tot 1977 docente. Zij is lid van Pulchri Studio en de Haagse Kunstkring.

## Werken (selectie)
- Kunstmatig bos (1972), Houtzagerssingel in Den Haag
- Honkbalvanger (1977), Atjehstraat in Den Haag
- Betonnen vuilniszakken (1978), Moerbeigaarde in Zoetermeer
- Het Gesprek (1979/80), beeldenpark in het Westbroekpark in Den Haag
- Vier tegeltableaus (1982), Schimmelweg in Den Haag
- De Godin (1985), Smijerslaan in Utrecht
- Muurreliëf (1987), Abraham Bloemaertstraat in Den Haag
- Man en vrouw op zuilen (1988), Loosduinseweg in Den Haag
- De rechercheur (1989)[1], politiebureau Parkweg in Voorburg
- The Observer (1994), Beeldengalerij P. Struycken in Den Haag
- Vijf keramische figuren (1994-1998)[2], Winkelcentrum De Kopermolen, Leiden
- City Walk (1998), Zuidplein/Strevelsweg in Rotterdam
- Reclining Figures (vrouw en man) (2001), Burg. Sweenslaan in Leidschendam
- Meisje van Lisse (2002), Heereweg in Lisse
- Binck Twins (2004), Binckhorstlaan in Den Haag
- Zwangere vrouw (2004), Heinsiuslaan in Leiderdorp
- Zeemeermin (2004), Picképlein in Noordwijk aan Zee
- Boy/Girl next door (2006), Goedewerf in Almere
- De Man in de Witte en De Vrouw in De Witte - 2 bustes entree De Witte, Plein in Den Haag
- De dichter van het park (2011), Bellamypark in Vlissingen
- Huizer Melkmeisje (2012), Oude Raadhuisplein in Huizen

## Fotogalerij

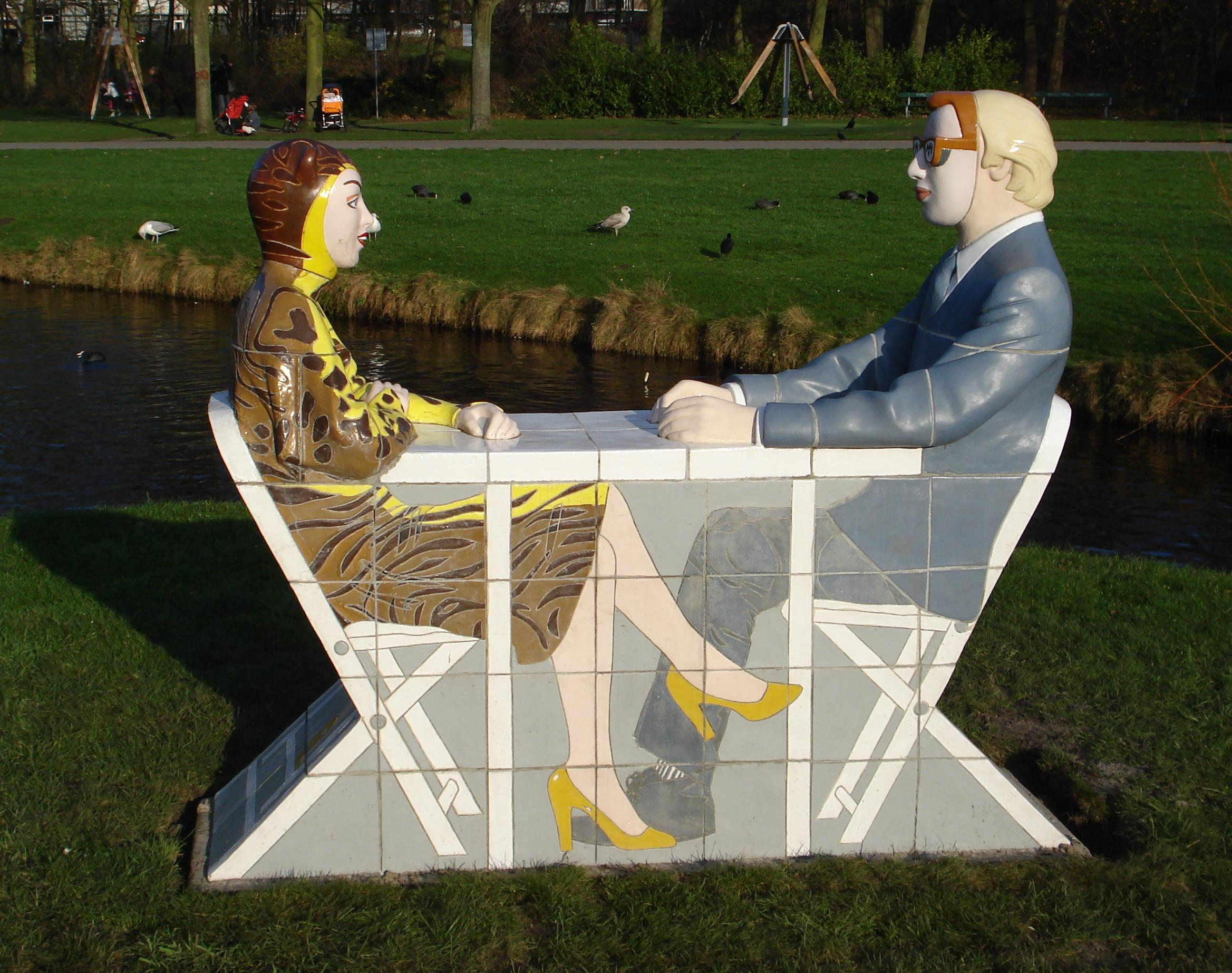
Het gesprek (1979-1980), Den Haag
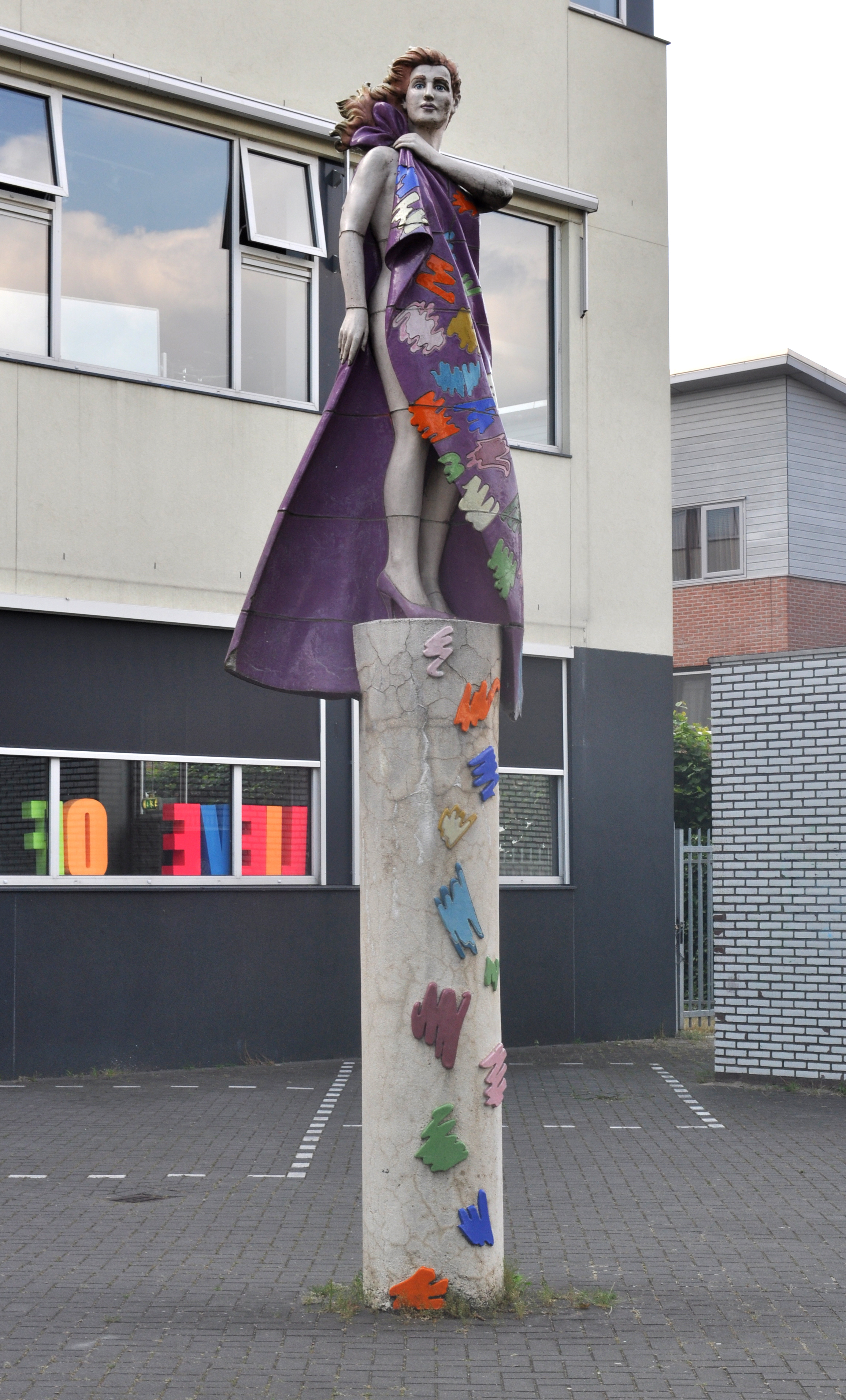
De Godin (1985), Utrecht
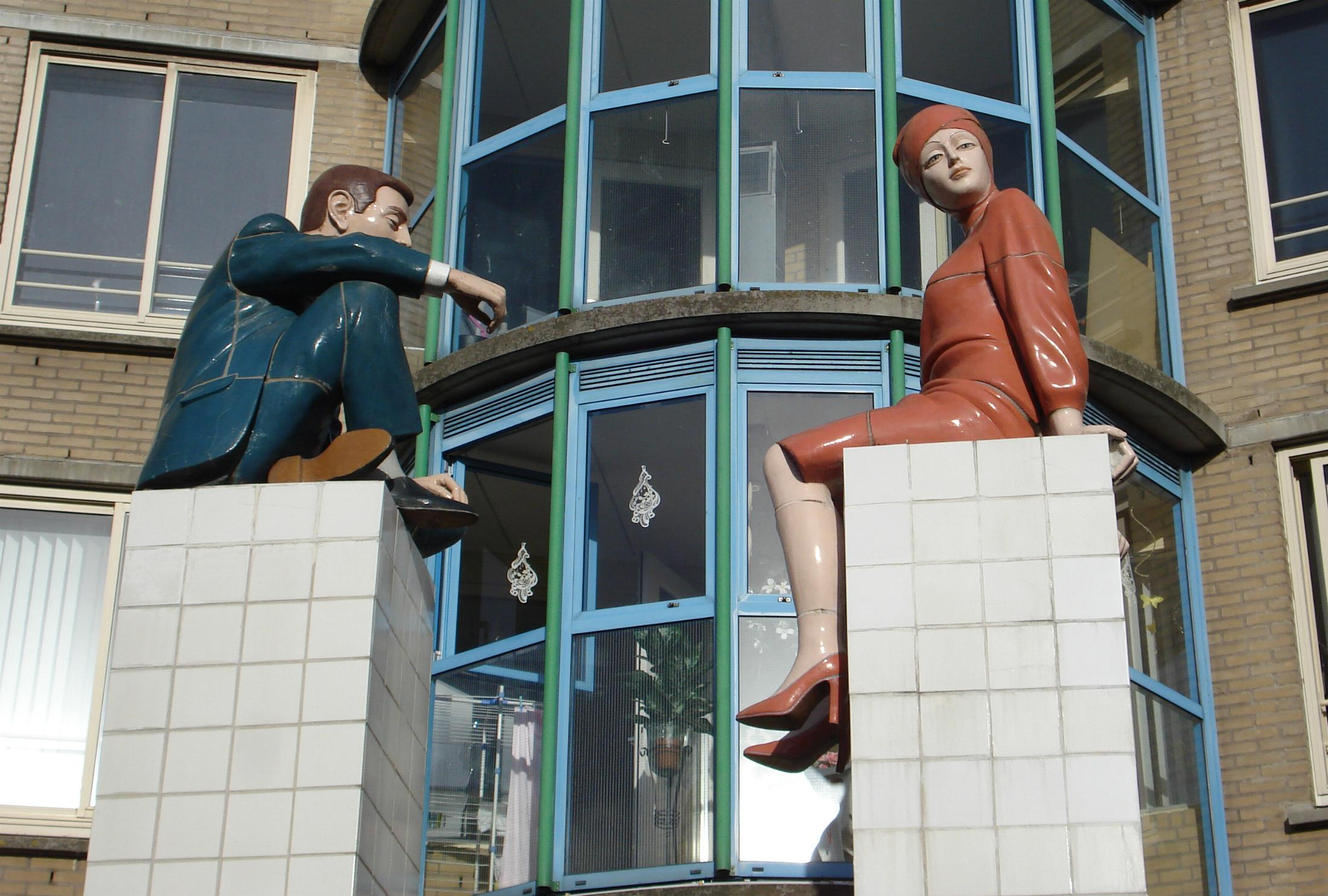
Man en vrouw op zuilen (1988), Den Haag
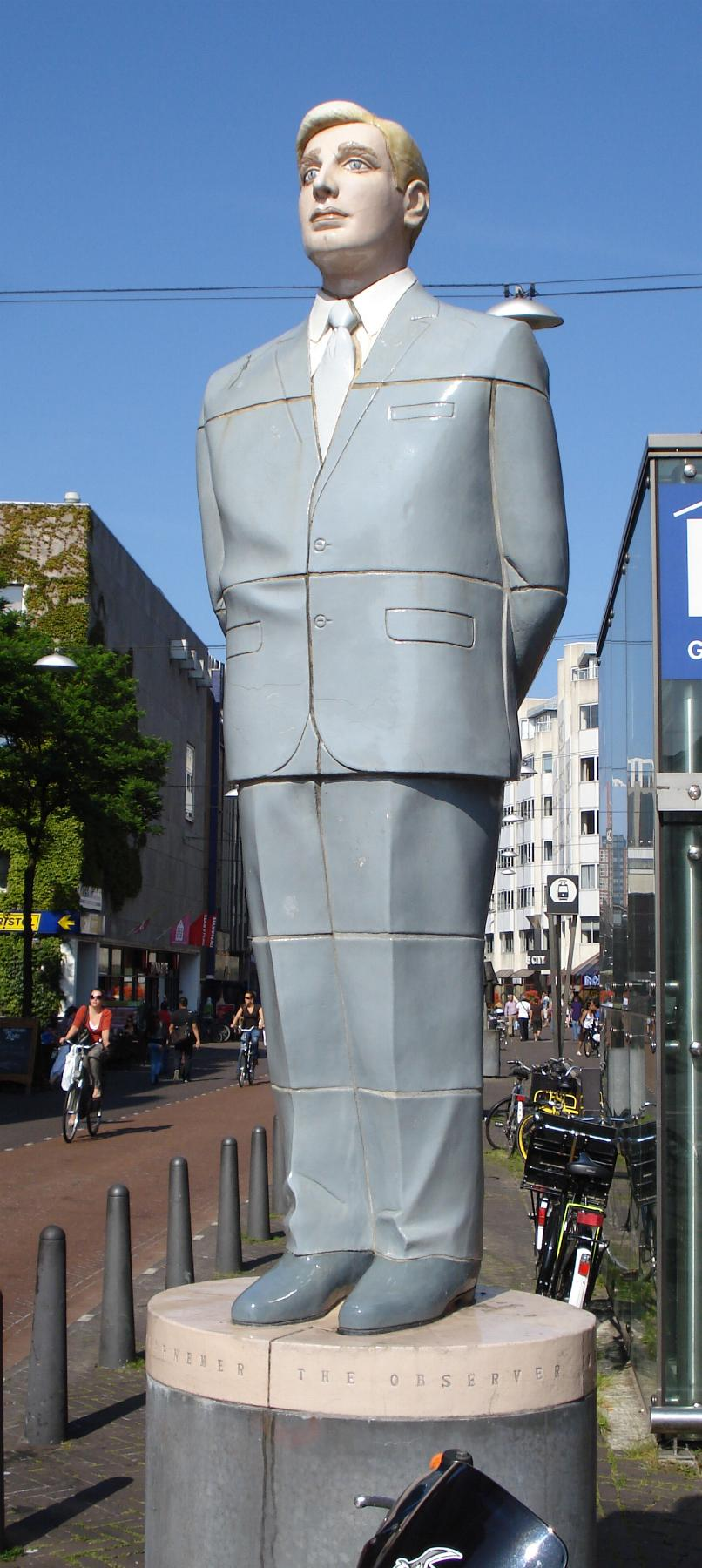
The Observer (1994), Den Haag
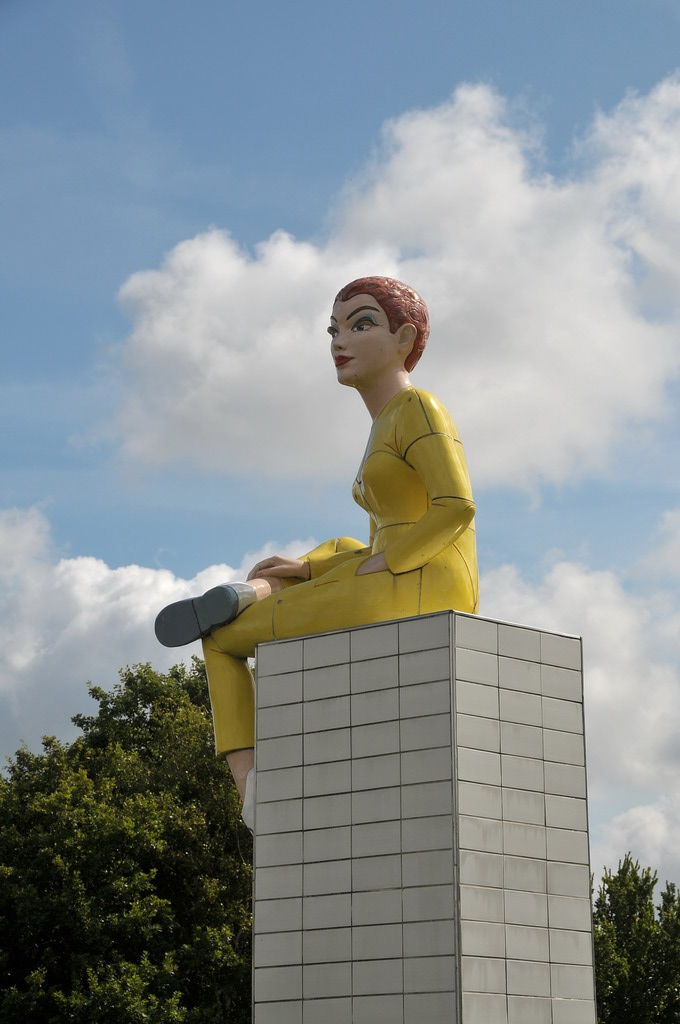
Meisje van Lisse (2002), Lisse
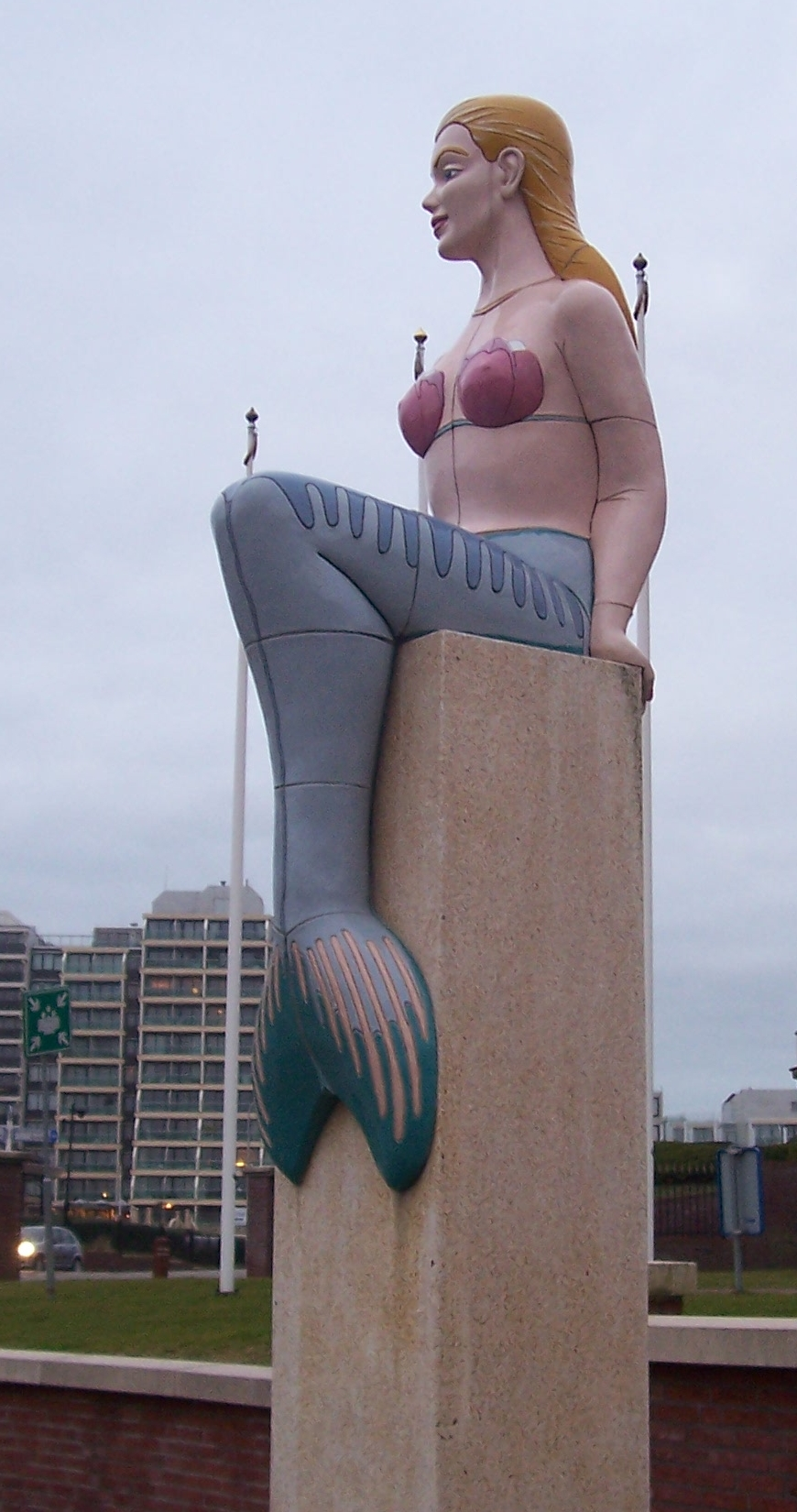
Zeemeermin (2004), Noordwijk aan Zee
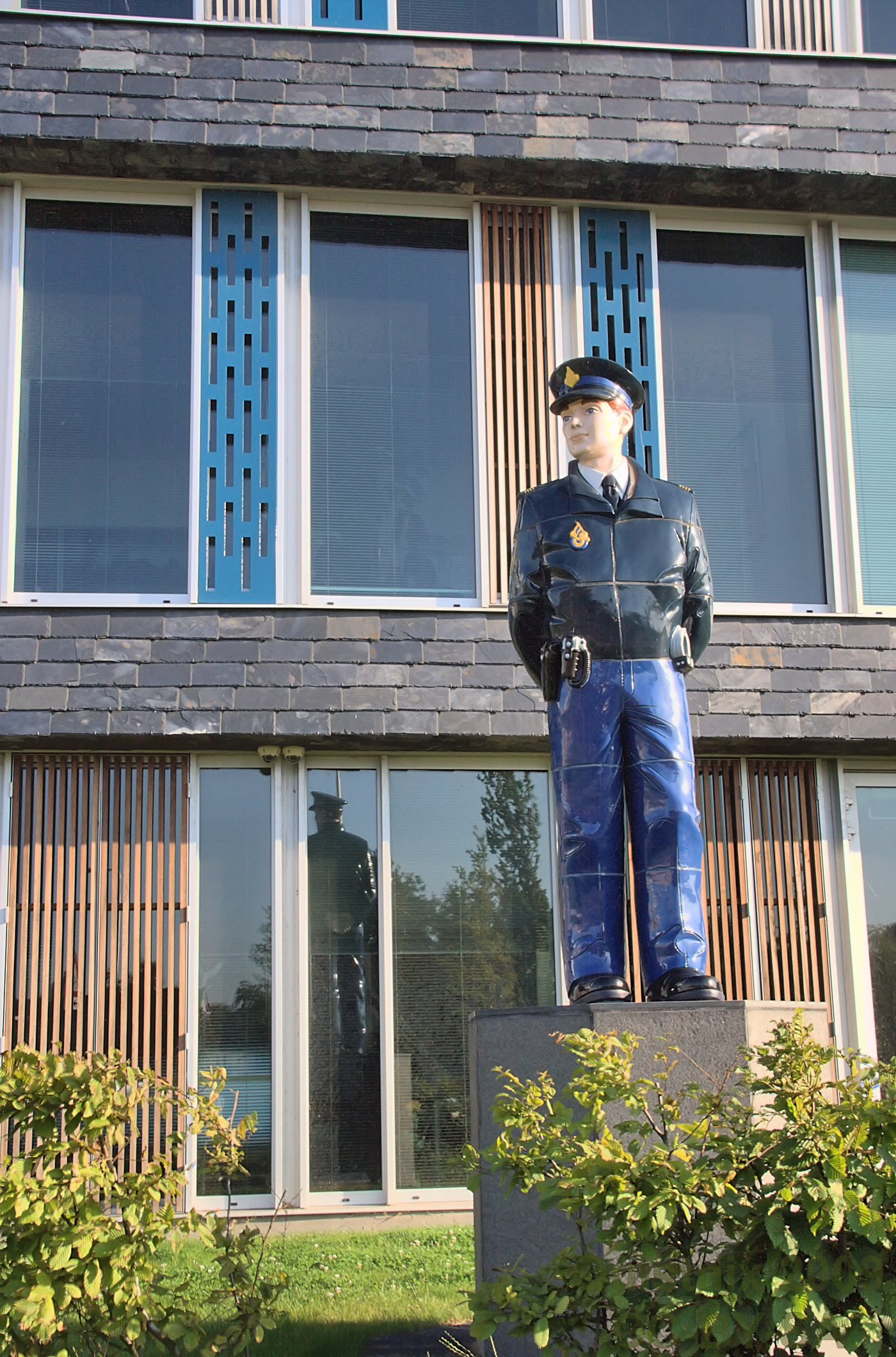
De diender (2008), Naaldwijk
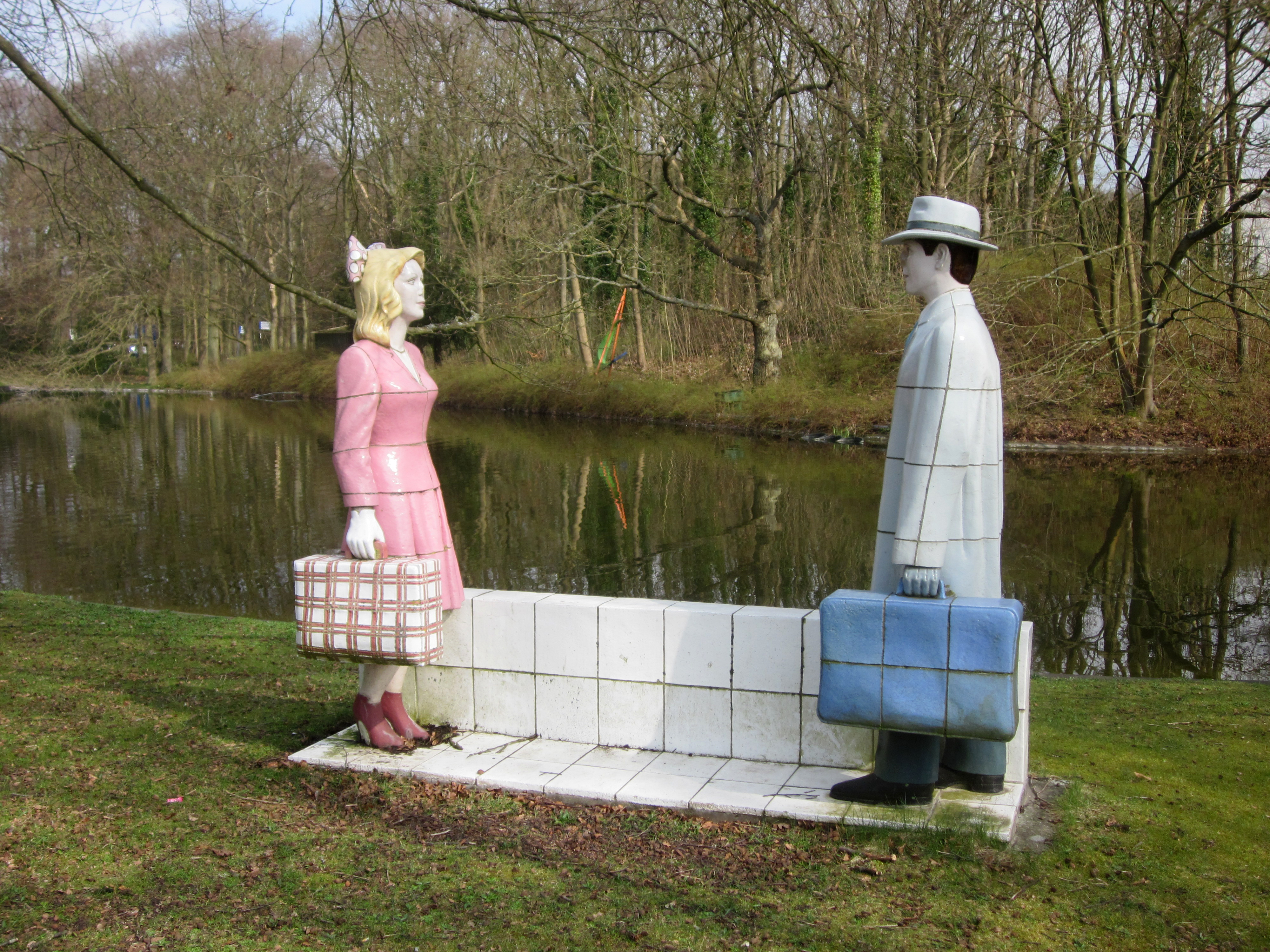
Sculptuur in Castricum